# D'avui en endavant
D'avui en endavant (títol original en anglès: From This Day Forward) és una pel·lícula estatunidenca dirigida per John Berry, estrenada el 1946. Ha estat doblada al català.

## Argument
Un cop acabada la Segona Guerra Mundial, a Nova York, el sergent desmobilitzat William 'Bill' Cummings va a l'oficina de treball, per trobar un lloc de torner fresador, el seu ofici d'abans de la guerra. Els seus pensaments el porten a 1938 (té lloc a continuació una sèrie de flashbacks), any en què coneix i es casa amb Susan: coneix llavors la «tribu» Beesley, comprenent entre altres la Sra. Beesley mare, propietària de l'immoble on la jove parella s'instal·la, Hank Beesley, un dels fills, i la seva dona, Martha, germana de Susan. Poc després del seu matrimoni, Bill es troba a l'atur. D'altra banda dibuixant aficionat, accepta llavors l'oferta del Sr. Higgler, llibreter i empresari de Susan, per il·lustrar un llibre que s'ha de publicar properament.

## Repartiment
- Joan Fontaine: Susan Cummings
- Mark Stevens: William 'Bill' Cummings
- Rosemary DeCamp: Martha Beesley
- Harry Morgan: Hank Beesley
- Wally Brown: Jake Beesley
- Arline Judge: Margie Beesley
- Renny McEvoy: Charlie Beesley
- Bobby Driscoll: Timmy Beesley
- Mary Treen: Alice Beesley
- Queenie Smith: Sra. Beesley
- Doreen McCann: Barbara Beesley
- Erskine Sanford: M. Higgler

I, entre els actors que no surten als crèdits:
- Blake Edwards: Un ballarí
- Tommy Noonan: Maxie
- Moroni Olsen: Tim Bagley